# Breynia
- Commons
- Wikispecies

Breynia J. R. Forst. & G. Forst. é um género botânico pertencente à família Phyllanthaceae.

## Sinonímia
| - Foersteria Scop. - Forsteria Steud. - Melanthes Blume | - Melanthesa Blume - Melanthesopsis Mull.Arg. |

## Espécies
- Breynia disticha
- Breynia fruiticosa
- Breynia nivosa
- Lista completa

## Classificação do gênero
| Sistema | Classificação                      | Referência               |
| ------- | ---------------------------------- | ------------------------ |
| Linné   | Classe Polyandria, ordem Monogynia | Species plantarum (1753) |